# Le Secret de Kelly-Anne
Pour plus de détails, voir Fiche technique et Distribution.
Le Secret de Kelly-Anne (Opal Dream) est un film australo-britannique réalisé par Peter Cattaneo (le réalisateur du film culte The Full Monty) en 2005.

## Synopsis
Pobby et Dingan sont invisibles, ce sont les amis imaginaires d'une petite fille de 7 ans, Kelly-Anne. Mais un jour Pobby et Dingan disparaissent. Pour la fillette, il est sûrement arrivé quelque chose de grave, tandis que pour sa famille c'est peut-être l'occasion de passer à autre chose. Kelly-Anne reste inconsolable ; son frère, Ashmol, décide alors de partir à leur recherche. Mais comment trouver deux personnes qui n'existent pas ?

## Fiche technique
- Titre original : Opal Dream
- Titre français : Le Secret de Kelly Anne
- Réalisation : Peter Cattaneo
- Scénario : Peter Cattaneo, Ben Rice, Phil Traill
- D'après le roman de Ben Rice : Pobby and Dingan.
- Directeur de la photographie : Robert Humphreys
- Casting : Nikki Barrett
- Produit par Lizie Gower, Nick Morris, Emile Sherman
- Producteur exécutif : Elisa Argenzio
- Producteurs associés : Robert Jones, David M. Thompson, Ben Rice, Finola Dwyer
- Musique originale : Dario Marianelli
- Montage : Jim Clark et Nicolas Gaster
- Décors : Elizabeth Mary Moore
- Costumes : Ruth De La Lande
- Distribution : Haut Et Court

## Distribution
- Vince Colosimo (VFB : Michelangelo Marchese) : Rex Williamson
- Sapphire Boyce (VFB : Coralie Vanderlinden) : Kelly-Anne Williamson
- Christian Byers (VFB : Anton Sobania) : Ashmol Williamson
- Jacqueline McKenzie (VFB : Colette Sodoyez) : Annie Williamson

Doublage
- Société de doublage : Made In Europe (Belgique)
- Direction artistique : Bruno Buidin
- Adaptation des dialogues : Hélène Grisvard

Source : Voxofilm